# Gare de Saint-Pierre-des-Corps
Gare de Saint-Pierre-des-Corps – stacja kolejowa w Saint-Pierre-des-Corps, w departamencie Indre i Loara w Regionie Centralnym, we Francji.
Jest stacją Société nationale des chemins de fer français (SNCF), która jest obsługiwana przez pociągi TGV, Intercités i Interloire oraz TER Centre. Jest również ważnym terminalem towarowym.

## Historia
Ze względu na strategiczne położenie nad Loarą, kompleks kolejowy Tours/Saint-Pierre-des-Corps został zbombardowany w czasie II wojny światowej. Po otwarciu LGV Atlantique, budynek pasażerski, który już nie istnieje, został odbudowany w 1990 roku, aby pomieścić pociągi TGV i Aqualys w 2001 roku.